# Pittston, Pennsylvania
Pittston är en stad i Luzerne County i den amerikanska delstaten Pennsylvania med en yta av 4,4 km² och en folkmängd, som uppgår till 7 739 invånare (2010). Staden har fått sitt namn efter William Pitt d.ä. Pittston fick stadsrättigheter år 1894 och har som valspråk "The World's Quality Tomato Capital".

## Kända personer från Pittston
- Raphael J. Musto, politiker, kongressledamot 1980–1981